# Liquescence

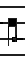
Cephalicus.

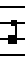
Epiphonus.

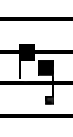
Ancus.

Dans la notation du chant grégorien, la notation vaticane distingue parfois des notes par une taille plus faible : ce sont des notes liquescentes. La liquescence se traduit graphiquement dans la forme du neume cursif, généralement par un raccourcissement ou un enroulement du trait.
Elles apparaissent quand l'articulation d'une syllabe avec la suivante se fait par une «consonne liquide», sur la dernière note du groupe : M (omnis, summo), L, N, Y (ejus), NG (sanctus), W (autem, laudat). Ces consonnes ou semi-consonnes sont chantées à la hauteur correspondante, comme le seraient des voyelles, mais le chant est entravé par leur prononciation. Resserrée dans l'émission de la bouche, la note perd la moitié non de sa durée mais de sa force. La nature de ces articulations exige que la voix passe de l'une à l'autre en coulant, et devienne pour ainsi dire liquide, d'où le nom de «liquescente».

## Neumes spécialisés
Il y a trois neumes qui changent de noms quand ils deviennent liquescents :
- Le Cephalicus remplace une clivis.
- L'Epiphonus remplace un podatus.
- L'Ancus remplace un climacus.

Le Torculus conserve son nom même quand il est liquescent, et dans la notation carrée, la liquescence n'est pas marquée sur le punctum isolé (bien que l'articulation suive les mêmes règles).
Pour ce qui est de l’interprétation, les neumes liquescents signalent de toute évidence une manière d’interpréter correctement les articulations de consonnes sur lesquelles ils se trouvent. Mais l’effet utilisé par l’interprétation traditionnelle reste obscur.
Dans les notations cursives, les neumes liquescents comprennent également le punctum liquescent, et le strophicus.

## Vocalisation de l’articulation entre voyelles
Tout d’abord, comment faut-il vocaliser l’articulation entre voyelles ?
- L’édition vaticane suggère simplement que l’émission vocale est assourdie le temps que l’articulation entre les voyelles soit faite correctement «Par la force des syllabes, la voix passant de l'une à l'autre "fond" ; de telle manière que, comprimée dans la bouche, "on ne la voit pas finir", elle perd presque la moitié, non de sa durée, mais de sa puissance.»
- De son côté, la « Paléographie musicale » suggère d’intercaler une légère vocalisation entre les consonnes, si bien qu’un mot comme confundantur serait finalement prononcé conefunedanetur.
- La nature des consonnes « liquides » (l, m, n, r), qui ont donné leur nom à ces articulations, se prête également à une certaine vocalisation prolongeant de manière assourdie la voyelle précédente. Ce type d’articulation peut également être appliqué aux liquescences qui ne portent que sur un simple « m » ou « j », sans articulation entre consonnes, et également aux « gn » se prononçant « ny » comme dans agnus, ainsi qu’aux « s » isolés si on suppose qu’ils sont dans ce cas vocalisés en « z ».

Globalement, on peut retenir que l’articulation liquescente prend un certain temps, pendant lequel les consonnes doivent être correctement articulées, et que cette articulation produit un effet audible par rapport à ce que serait un enchaînement simple entre syllabes.

## Temps d’articulation
Ensuite, le temps d’articulation doit-il être déduit de la note précédente, pris sur la suivante, ou ajouté entre les deux ?
- La note plus petite de l’édition vaticane ne doit pas prêter à contresens : il ne s’agit pas de diminuer la durée globale de la note, la notation cursive montre au contraire que ces neumes ont une finale graphiquement augmentée.
- L’interprétation usuelle, qui consiste à raccourcir la voyelle précédente (liquescence diminutive), est très probablement correcte dans la plupart des cas. C’est ce que suggère la forme diminuée du neume en notation carrée, et également le fait que la note correspondante est faible et a souvent disparu de la mélodie au cours des siècles.